# Чилмарк (Массачусетс)
Чилмарк (англ. Chilmark) — місто (англ. town) в США, в окрузі Дюкс штату Массачусетс. Населення — 1212 особи (2020).

## Демографія
Згідно з переписом 2010 року, у місті мешкало 866 осіб у 398 домогосподарствах у складі 242 родин. Було 1606 помешкань
Расовий склад населення:
| - 96,4 % — білих - 1,7 % — чорних або афроамериканців - 0,2 % — корінних американців - 0,2 % — азіатів |

До двох чи більше рас належало 1,0 %. Частка іспаномовних становила 0,8 % від усіх жителів.
За віковим діапазоном населення розподілялося таким чином: 18,0 % — особи молодші 18 років, 59,0 % — особи у віці 18—64 років, 23,0 % — особи у віці 65 років та старші. Медіана віку мешканця становила 50,7 року. На 100 осіб жіночої статі у місті припадало 102,8 чоловіків;  на 100 жінок у віці від 18 років та старших — 97,8 чоловіків також старших 18 років.
Середній дохід на одне домашнє господарство  становив 151 539 доларів США (медіана — 79 688), а середній дохід на одну сім'ю — 214 928 доларів (медіана — 147 159). Медіана доходів становила 63 906 доларів для чоловіків та 39 107 доларів для жінок. За межею бідності перебувало 13,1 % осіб, у тому числі 6,5 % дітей у віці до 18 років та 7,0 % осіб у віці 65 років та старших.
Цивільне працевлаштоване населення становило 590 осіб. Основні галузі зайнятості: освіта, охорона здоров'я та соціальна допомога — 38,0 %, будівництво — 12,0 %, мистецтво, розваги та відпочинок — 7,3 %, сільське господарство, лісництво, риболовля — 7,1 %.